# 451 aC
El 451 aC va ser un any del calendari romà prejulià. Era l'any 303 ab urbe condita, o de la fundació de Roma. La denominació 451 aC per a aquest any s'ha emprat des de l'edat mitjana, quan el calendari Anno Domini va ser el mètode més usat a Europa per a anomenar els anys.

## Esdeveniments
- Ducetius, rei dels sículs, ocupa la ciutat de Mòtion, una petita fortalesa de Sicília al territori d'Agrigent, que la protegia. Agrigent i Siracusa van enviar tropes que van ser derrotades (entre els anys 451 aC i 450 aC). El general de Siracusa Bolkon va ser jutjat per connivència amb l'enemic i executat.[2]
- Els cònsols Tit Genuci Augurí i Api Claudi Cras renuncien al càrrec pel que van ser elegits i formen el primer Decemvirat, una magistratura romana extraordinària composta per deu persones, que van elaborar un compendi de deu lleis que després van ser aprovades pel senat i pels comicis. L'any següent, els decemvirs hi van afegir dues lleis més i van publicar les Lleis de les dotze taules.[3]
- Els qüestors van cessar com a magistrats quan es va constituir el Decemvirat.[4]
- Treva entre Atenes i Esparta. Una moció de Pèricles va permetre que Cimó, general atenenc, tornés de l'exili. Cimó va negociar una treva de 5 anys amb Esparta que va començar el 450 aC.[5][6]